# نيت دان
نيت دان (بالإنجليزية: Nate Dunn)‏ هو رسام أمريكي، ولد في 1896 في بيتسبرغ في الولايات المتحدة، وتوفي في 1983.